# Giacomo Vignola

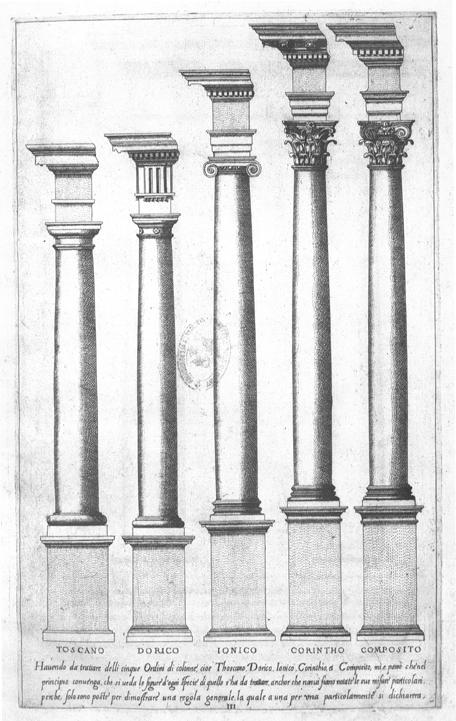
As cinco ordens, gravação de Vignola, Regole delle cinque ordini d'architettura

Giacomo (ou Jacopo) Barozzi da Vignola (Vignola, perto de Modena, 1 de Outubro de 1507 - 7 de Julho de 1573) foi um dos grandes arquitectos maneiristas do século XVI, referido muitas vezes apenas como Vignola. As suas duas grandes obras primais são a Villa Farnese em Caprarola e a Chiesa del Gesù, dos Jesuítas, em Roma. É, juntamente com Serlio e Palladio um dos principais divulgadores do estilo italiano pela Europa. Ele é frequentemente considerado o arquiteto mais importante de Roma na era maneirista.
Começou a trabalhar em Bolonha, sustentando-se pelo seu trabalho como pintor. Fez uma primeira viagem a Roma em 1536 para fazer medições em templos romanos, com o intuito de publicar uma edição da obra de Vitrúvio, ilustrada. Então, Francisco I de França chamou-o a Fontainebleau, onde viveu de  1541 a 1543. Em Roma, foi recebido pela família papa dos Farnese e trabalhou com Miguel Ângelo, que influenciou profundamente o seu estilo. A partir de 1564 Vignola acompanhou o trabalho de Miguel Ângelo na Basílica de São Pedro, e construiu as suas duas cúpulas subordinadas, de acordo com os planos de Miguel Ângelo. 

## Outras obras importantes de Vignola
- A fachada de São Petrónio, em Bolonha, onde competiu com Giulio Romano e Andrea Palladio
- Villa Giulia para o Papa Júlio III, onde trabalhou com Vasari, (1550‑1555);
- Villa Farnese em Caprarola (1559-1573);
- Villa Lante em Bagnaia (a partir de 1566), incluindo os jardins, fontes e casini;
- Chiesa del Gesù, em Roma, Igreja matriz dos Jesuítas, que se tornou um modelo para as fachadas Barrocas do século XVII;
- Igreja dos Anjos, em Assis;
- Igreja de Santo André na Via Flamínia, Roma, com a sua primeira cúpula ova, que se tornou numa das características comuns do Barroco.

## Trabalhos publicados

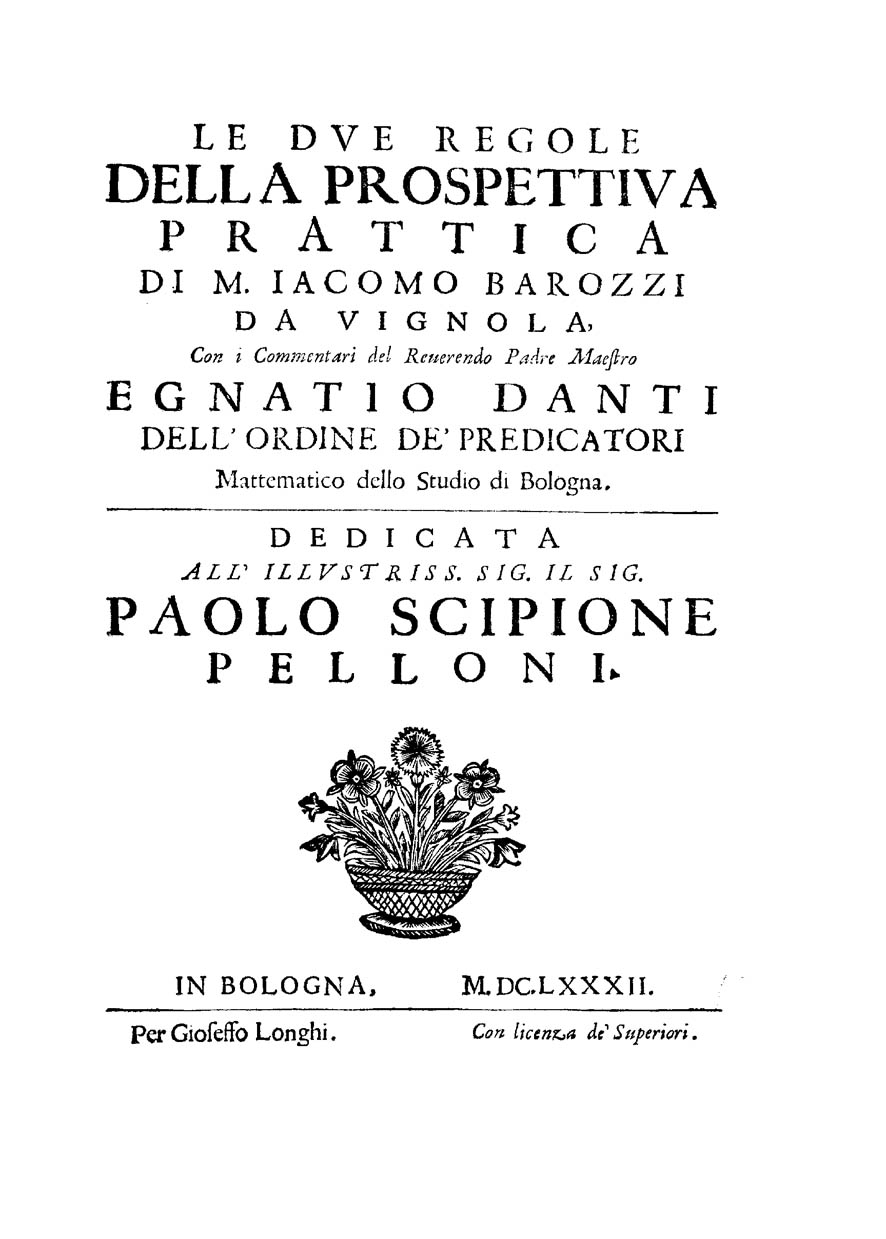
Le due regole della prospettiva prattica, 1682

Os seus dois livros publicados ajudaram a formular os cânones do estilo clássico na arquitectura: Regole delle cinque ordini d'architettura "Regras das cinco ordens da arquitectura", (publicado pela primeira vez em Roma, 1562) e o póstumo Due regole della prospettiva pratica ("Duas regras da perspectiva clássica", Bolonha 1583). Vignola escrevia em estilo claro e acessível, sem quaisquer obscuridades teóricas.
Em 1973, os restos mortais de Vignola foram trasladados para o Panteão de Roma. A sua influência é notória na fachada da Basílica de São Pedro, de Carlo Maderno.

## Abordagem das ordens clássicas segundo Vignola
Considerado por muitos como um verdadeiro manual, o tratado de Vignola , “Regola delli cinque ordini d'architettura” "Regras das cinco ordens da arquitetura", teve uma contribuição singular para o ensino prático e teórico da arquitetura.
Originalmente publicado em italiano com sua primeira edição em 1562, o livro contava com 32 páginas mais a introdução, tendo posteriormente mais de 250 edições, ao longo dos anos e a cada edição a obra foi sofrendo reformulações e  modificações, sendo acrescentadas páginas e outros desenhos. O livro trata das ordens de colunas presentes na arquitetura clássica, sendo esse tópico algo já discutido antes por autores como Vitrúvio e Sebastiano Serlio, Vignola se difere no modo de abordagem e no formato em que apresenta o assunto. Contando em sua grande maioria com ilustrações, o livro possui poucos textos ao longo do seu desenvolvimento, sendo concentrados na parte inferior das páginas com os desenhos ou na página seguinte, formando um par de página com texto e imagem.
Diferente dos demais tratados e livros que abordam o assunto das ordens junto com outras vertentes da arquitetura, Vignola se aprofunda em um único tema em seu tratado, dando-o exclusividade e colocando em evidência as diferenças entre uma ordem e outra, limitando-se apenas à essa questão do início ao fim. Fazendo uso do diagrama das cinco ordens justapostas apresentadas por Serlio, Vignola sugere um sistema numérico de cálculo como abordagem para análise e construção das colunas com seus diferentes tipos de ordens, seguindo uma lógica de proporcionalidade ele consegue elaborar uma relação geométrica capaz de estabelecer as medidas corretas para a construção da coluna. Tendo como base essa racionalização do fazer arquitetônico tão característico do renascimento italiano, ele consegue apresentar de forma prática algo que antes era tratado majoritariamente de forma  filosófica por muitos outros autores.
Exercendo até os tempos atuais grande influência no campo da arquitetura e das artes, o tratado de Vignola representa não apenas  um pensamento racional sobre o assunto, mas também um modelo do fazer construtivo, sendo ainda tema para muitos debates e produções acadêmicas.
Foi traduzido para português por José Calheiros de Magalhães e Andrade, médico de profissão no Hospital de São Marcos em Braga.